# داشبلاغ (تکاب)
داشبلاغ (تکاب)، روستایی از توابع بخش مرکزی شهرستان تکاب در استان آذربایجان غربی ایران است.

## جمعیت
این روستا در دهستان کرفتو قرار دارد و براساس سرشماری مرکز آمار ایران در سال ۱۳۸۵، جمعیت آن ۴۱۵ نفر (۸۳ خانوار) بوده است.